# Australasian Championships 1911
Gli Australasian Championships 1911 (conosciuto oggi come Australian Open) sono stati la 7ª edizione degli Australasian Championships e quarta prova stagionale dello Slam per il 1911. Si è disputato dal 21 al 25 novembre del 1911 sui campi in erba del Warehouseman's Cricket Ground di Melbourne in Australia.
Il singolare maschile è stato vinto dall'australiano Norman Brookes, che si è imposto sul connazionale Horace Rice in tre set. Nel doppio maschile si è imposta la coppia formata da Rodney Heath e Randolph Lycett.
Non si sono giocati i tornei femminili e il doppio misto che saranno introdotti nel 1922.

## Risultati

### Singolare maschile
, Norman Brookes ha battuto in finale  Horace Rice con il punteggio di 6–1, 6–2, 6–3.

### Doppio maschile
Rodney Heath /  Randolph Lycett hanno battuto in finale  John Addison /  Norman Brookes con il punteggio di 6–2, 7–5, 6–0.